# Grand Séminaire d'Annecy
Le grand Séminaire d'Annecy est un ancien édifice religieux de la fin du XVIIe siècle, qui assurait la formation des prêtres du diocèse de Genève, puis celui d'Annecy. Ses murs accueillent le conservatoire d'Art et d'Histoire, les services culturels du Conseil départemental de la Haute-Savoie, les services de la Cité de l'image en mouvement d'Annecy, une antenne de l’École des Gobelins ainsi qu’une salle de répétition pour l’Orchestre des Pays de Savoie.
Les façades et les toitures font l’objet d’une inscription partielle au titre des monuments historiques par arrêté du 9 juillet 1974.

## Histoire

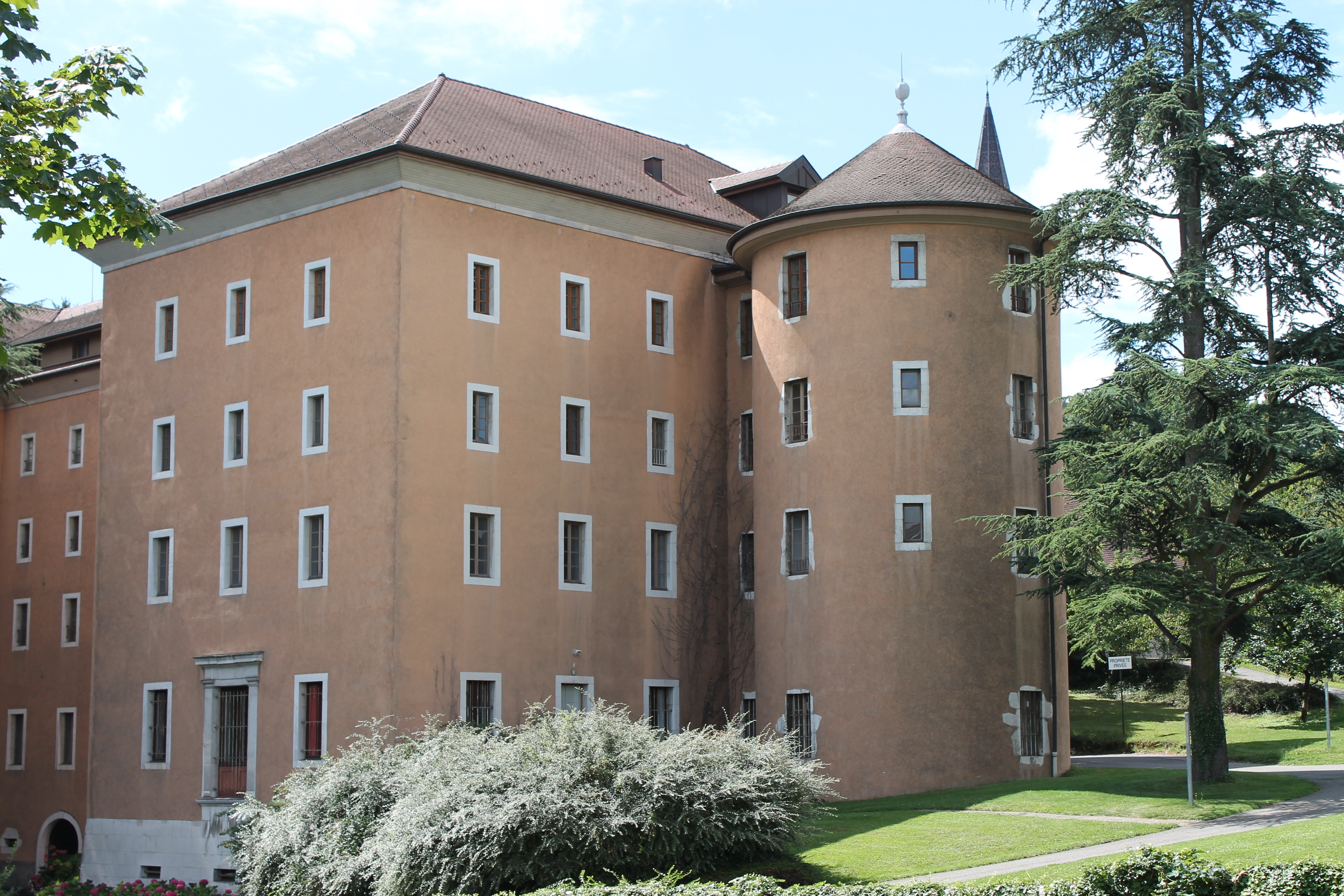

### Le Grand Séminaire d'Annecy (1688-1792)
Le grand séminaire est créé à l'initiative de Mgr Jean d'Arenthon d'Alex, prince-évêque de Genève. Les travaux débutent en 1684 et se termine en 1688,.
En 1715, le roi Victor-Amédée II y loge lors de sa visite d'Annecy.

### Période révolutionnaire française (1792-1815)
Lors de la réunion du duché de Savoie par les troupes révolutionnaires françaises de 1792, le bâtiment est confisqué comme bien national. Il est transformé à nombreuses reprises. Il devient notamment un hôpital.

### Restauration religieuse (1815 à 1973)
Lors de la Restauration sarde, le bâtiment retrouve sa vocation religieuse. Il le restera jusqu'en 1973.
Durant une courte période, il accueille une caserne de gendarmerie.

### Nouveaux usages (1970 à nos jours)
Le bâtiment garde son usage jusqu'en 1973, où le Conseil général de la Haute-Savoie l'achète afin d'y installer les Archives départementales ainsi qu'une partie des collections du Département,. Cette acquisition permet aux murs d'être sauvegardés de la destruction.
La façades et les toitures ont fait l’objet d’une inscription partielle au titre des monuments historiques en 1974.
Les Archives départementales déménagent en 2001,. 

### Personnalités du grand Séminaire
- Jean-Jacques Rousseau, en tant qu'étudiant[4] ;
- François-Régis Clet (1748-1820), bienheureux, en tant qu'enseignant[4] ;
- Claude-Marie Magnin (1802-1879), en tant qu'enseignant[7], futur évêque ;
- Chanoine Ernest de Ville de Quincy (1845-1899), en tant qu'étudiant[8] ;
- Chanoine Charles-Marie Rebord (1856-1927), Directeur (1899-1915)[9] ;
- Francis Mugnier (1884-1949), en tant qu'enseignant ;
- Léon-Albert Terrier (1893-1957), en tant qu'étudiant (1911-1913), puis enseignant[10] ;

- Camille Folliet (1908-1945), en tant qu'étudiant ;
- Jean Truffy (1909-1958), en tant qu'étudiant ;
- Roger Devos (1927-1995), en tant que directeur et bibliothécaire[11] ;
- Joseph Duval (1928-2009), professeur de théologie morale de 1963 à 1967[12]

## Conservatoire d'Art et d'Histoire de Haute-Savoie
Le Conservatoire d'Art et d'Histoire de Haute-Savoie installé dans l'ancien Séminaire d'Annecy conserve et expose les collections d'art du Conseil général de la Haute-Savoie. Il reflète la volonté de ce dernier de constituer « un fonds patrimonial témoignant des particularités sociales, historiques et culturelles du territoire de la Haute-Savoie », en menant, depuis 1977, une politique d'acquisition, assez systématique, d’œuvres, de collections et d'ensembles d’œuvres d'artistes reconnus et liés au département.

Le fonds comprend notamment les différentes œuvres (gravures, lithographies, peintures, dessins rassemblée) des collections Paul Payot (1912-1977), originaire de Chamonix, Évariste Jonchère (1892-1956) et Pierre-Louis-Aimé Chastel (1774-1826),. Le Conservatoire d'Art et d'Histoire de Haute-Savoie possède également des peintures contemporaines d'artistes locaux.

## Autres activités
Le site accueille les services culturels du Conseil départemental de la Haute-Savoie, les services de la Cité de l'image en mouvement d'Annecy, une antenne de l’École des Gobelins ainsi qu’une salle de répétition pour l’Orchestre des Pays de Savoie.
Il est le siège de la société savante locale, l'Académie salésienne.